# لينا أوبردورف
لينا أوبردورف (مواليد 19 ديسمبر 2001) هي لاعبة كرة قدم ألمانية تلعب في مركز خط الوسط في نادي فولفسبورغ.

## روابط خارجية
- لينا أوبردورف على موقع الاتحاد الدولي (مؤرشف)  (الإنجليزية)
- لينا أوبردورف على موقع الاتحاد الأوربي (الإنجليزية)
- لينا أوبردورف على موقع إي إس بي إن إف سي (الإنجليزية)
- لينا أوبردورف على موقع قاعدة بيانات كرة القدم.إي يو (الإنجليزية)
- لينا أوبردورف على موقع ليكيب (الفرنسية)
- لينا أوبردورف على موقع Soccerway.com (الإنجليزية)
- لينا أوبردورف على موقع عالم كرة القدم.نت (الإنجليزية)